# Karl Angerstein
Karl Angerstein (* 4. Dezember 1890 in Mühlhausen/Thüringen; † 20. September 1985 in Feldkirchen (Landkreis München)) war ein deutscher Generalleutnant der Luftwaffe im Zweiten Weltkrieg.

## Leben
Beförderungen
- 22. Mai 1912 Fähnrich
- 18. Februar 1913 Leutnant
- 6. Juni 1916 Oberleutnant
- 1. Oktober 1919 Polizei-Oberleutnant
- 31. Januar 1920 Charakter als Hauptmann
- 13. Juli 1921 Polizei-Hauptmann
- 18. Dezember 1929 Polizei-Major
- 1. Juli 1935 Major
- 1. August 1937 Oberstleutnant
- 1. Februar 1940 Oberst
- 1. April 1941 Generalmajor
- 1. April 1943 Generalleutnant

### Frühe Jahre und Erster Weltkrieg
Angerstein trat am 25. September 1911 dem 1. Nassauischen Infanterie-Regiment Nr. 87 bei und avancierte bis Mitte Februar 1913 zum Leutnant. Vom 2. Juni bis 1. August 1914 absolvierte er bei der Fliegertruppe im Flieger-Bataillon Nr. 3 eine Ausbildung zum Flugzeugführer. Nach Ausbruch des Ersten Weltkrieges flog Angerstein bis Anfang November 1914 zunächst bei der Flieger-Ersatz-Abteilung 4 und später als Führer der Fliegerhalbabteilungen W und K. Hier zog er sich am 2. November 1914 eine schwere Verwundung zu. Nach einem mehrmonatigen Lazarettaufenthalt in Posen und Erfurt kam Angerstein erst am 20. Januar 1915 wieder zur Front. Hier wurde er der Feldflieger-Abteilung 52 zugewiesen, in welcher er bis Ende April 1916 an der Westfront flog. Während dieser Zeit, flog er von Ende Juli bis Anfang September 1915 bei der Feldflieger-Abteilung 23 sowie von Mitte Februar bis 23. März 1916 beim Kampfeinsitzer-Kommando West. Als Flugzeugführer der Feldfliegerabteilung 52 wurde Angerstein am 10. Juni 1916 erneut schwer verwundet. Sein anschließender Lazarettaufenthalt sowie seine Genesung in Mitau, Eberswalde und Wiesbaden dauerten bis Dezember 1916 und erst am 22. Dezember 1916 kehrte Angerstein in den aktiven Dienst zurück. Hier zunächst ohne Fliegereinsatz, wurde er bis Anfang August 1917 zum Kommando der Flieger-Beobachterschulen abkommandiert. Erst am 3. August 1917 kam er zur Staffel 17 vom Bombengeschwader der Obersten Heeresleitung Nr. 3. Dort verblieb er bis zur Demobilmachung – bis zum 1. Januar 1919.

### Zwischenkriegszeit
Nach der Demobilisierung seiner Bomberstaffel kam Angerstein bis Mitte März 1919 als Flugzeugführer bei der Flieger-Abteilung 420 unter, wechselte aber schon am 15. März 1919 zum Grenzschutz-Oberkommando Nord über, wo er bis Ende September 1919 verblieb. Zum 1. Oktober 1920 trat Angerstein, unter Ernennung zum Polizei-Oberleutnant, zur Polizei über. Hier fungierte er bis Ende Mai 1920 als Führer der Fliegerstaffel bzw. bei der Luftpolizei-Abteilung in Königsberg. Im Juni 1920 übernahm er die technische Hundertschaft bei der Schutzpolizei in Elbing und agierte später, von Mai 1922 bis April 1924 als Führer der Schutzpolizei in Deutsch-Eylau und Stuhm. Im Mai 1924 wandte sich Angerstein wieder der Fliegerei zu und fungierte bis Mitte Oktober 1924 als Luftfahrtreferent beim Oberspräsidium in Magdeburg. Dort wurde er am 15. Oktober 1924 zum Leiter des luftpolizeilichen Überwachungsdienstes bei der dortigen Schutzpolizei ernannt. Diese Funktion hatte er über einen Zeitraum von fast 19 Jahren bis Ende April 1933 inne. Zum 1. Mai 1933 stieg Angerstein zum Inspizienten der preußischen Luftpolizei beim Amt des preußischen Ministerpräsidenten Hermann Göring auf. Am 15. Oktober 1934 wurde Angerstein zum Leiter des Luftamtes München ernannt; eine Funktion, die er bis Ende März 1937 innehatte. Während dieser Zeit, erfolgte am 1. Juli 1935 seine Ernennung zum Major. Nach einer anschließenden Verwendung als Offizier zur besonderen Verwendung im Reichsluftfahrtministerium (RLM), die von April bis Juni 1937 angedauert hatte, kam Angerstein am 1. Juli 1937 als Gruppenkommandeur zum Kampfgeschwader 157. Dieses wurde am 1. Mai 1939 in das Kampfgeschwader 27 umbenannt.

### Luftwaffe und Zweiter Weltkrieg
Ob Angerstein mit dem Kampfgeschwader 27 am Überfall auf Polen im September 1939 teilnahm, ist nicht exakt feststellbar, da er zu einem unbekannten Zeitpunkt in diesem Monat zum Kampfgeschwader 28 überwechselte und dort zum Kommodore ernannt wurde. Am 10. Januar 1940 wurde Angerstein zum Kommodore des Sturzkampfgeschwaders 3 (St.G. 3) ernannt, welches er im Westfeldzug führte. Am 16. Juli 1940 gab er das Kommando des Geschwaders an Oberstleutnant Georg Eder ab und wurde am Folgetag, dem 17. Juli 1940, zum Kommodore des Kampfgeschwaders 1 „Hindenburg“ ernannt. Unter seinem Kommando flog das Geschwader bis in den Winter 1940/1941 zahlreiche Angriffe auf Südengland. Mit Beginn des Unternehmens Barbarossa, dem Ostfeldzug, flog das Geschwader ab Juni 1941 im Nordabschnitt der Front Einsätze in den baltischen Staaten sowie später gegen Leningrad. Am 2. März 1942 wurde Angerstein zum Höheren Kommandeur der Kampf- und Aufklärungsfliegerschulen ernannt, dessen Leitung er sodann bis zum 25. Juni 1943 innehielt. Vom 26. Juni bis 6. November 1943 wurde er vorübergehend mit der Führung des I. Fliegerkorps beauftragt, welches zu diesem Zeitpunkt im Rahmen der Luftflotte 4 im Großraum Simferopol eingesetzt war. Am Folgetag, dem 7. November 1943, übernahm das Korps Generalmajor Paul Deichmann und Angermann wechselte zum Reichskriegsgericht nach Berlin über, wo er bis zum 8. Mai 1944 als Offiziersrichter Verwendung fand. Anschließend fungierte er bis Kriegsende als Vertreter der Luftwaffe beim Oberkommando der Wehrmacht sowie später im stellvertretenden Generalkommando des X. Armeekorps in Hamburg. Dort geriet er am 8. Mai 1945 in US-amerikanische Kriegsgefangenschaft. Aus dieser wurde er am 30. Juni 1947 entlassen.

## Auszeichnungen
- Eisernes Kreuz (1914) II. und I. Klasse
- Verwundetenabzeichen (1918) in Schwarz
- Ritterkreuz des königlichen Hausordens von Hohenzollern mit Schwertern am 17. April 1918
- Ritterkreuz des Eisernen Kreuzes am 2. November 1940
- Deutsches Kreuz in Gold am 27. Juli 1942
- Nennung im Wehrmachtbericht am 19. August und 9. Oktober 1943